# Christine Schneider (Moderatorin)
Christine Schneider ist eine deutsche Fernsehjournalistin und -moderatorin mit dem Schwerpunkt Landwirtschaft beim Bayerischen Rundfunk.

## Wirken
Schneider arbeitete zunächst als BR-Reporterin über landwirtschaftliche Themen. Seit 1998 ist sie verantwortliche Redakteurin der Agrarsendung Unser Land, die sie viele Jahre im Wechsel mit Florian Schrei auch moderierte. Sie ist außerdem stellvertretende Redaktionsleiterin der Abteilung „Landwirtschaft und Umwelt“ beim Bayerischen Rundfunk.
Sie setzte sich immer wieder kritisch mit der Landwirtschaft auseinander und thematisierte Aspekte nachhaltigen Wirtschaftens. Nach einem Interview, das sie der BR-Rundschau gegeben hatte, über die deutschlandweiten Bauernproteste am 22. Oktober 2019 beschwerte sich der Präsident des Bayerischen Bauernverbands, Walter Heidl, Schneider würde Stadt gegen Land ausspielen. Laut Süddeutsche Zeitung stellte Schneider in dem Interview einen Zusammenhang zwischen den hohen Zahlungen der EU an die Bauern und Forderungen nach einer umwelt- und tierfreundlichen Landwirtschaft her. Sie meinte außerdem, dass der Bauernverband, der sich als wichtigste Organisation der Landwirte in Bayern und Deutschland sieht, von den Protesten überrascht worden sei und sich womöglich viele Landwirte von ihm nicht mehr richtig vertreten fühlten. Aus ihrer Sicht stünden die Biobauern nicht hinter den Protesten, sondern teilten die Forderungen nach einer nachhaltigen Landwirtschaft.
Kurz nach dem Interview erschien auf dem Internetportal change.org eine Petition, mit der die Absetzung von Schneider als Mitglied der BR-Landwirtschaftsredaktion gefordert wurde. Der Bayerische Bauernverband distanzierte sich von der Petition. Der Informationsdirektor des Senders, Thomas Hinrichs, teilte mit, kritische Diskussionen über das Programm seien wichtig. Die Forderung, „eine kritische BR-Journalistin mundtot zu machen“, gehe aber zu weit und sei nicht mit der Pressefreiheit vereinbar.
2023 begann sie gemeinsam mit Ingrid Wolf den Podcast Ernte gut alles gut!